# Hyla molitor
Hyla molitor är en groddjursart som beskrevs av Schmidt 1857. Hyla molitor ingår i släktet Hyla och familjen lövgrodor. IUCN kategoriserar arten globalt som otillräckligt studerad. Inga underarter finns listade i Catalogue of Life.